# Giovanni Battista Chiodini

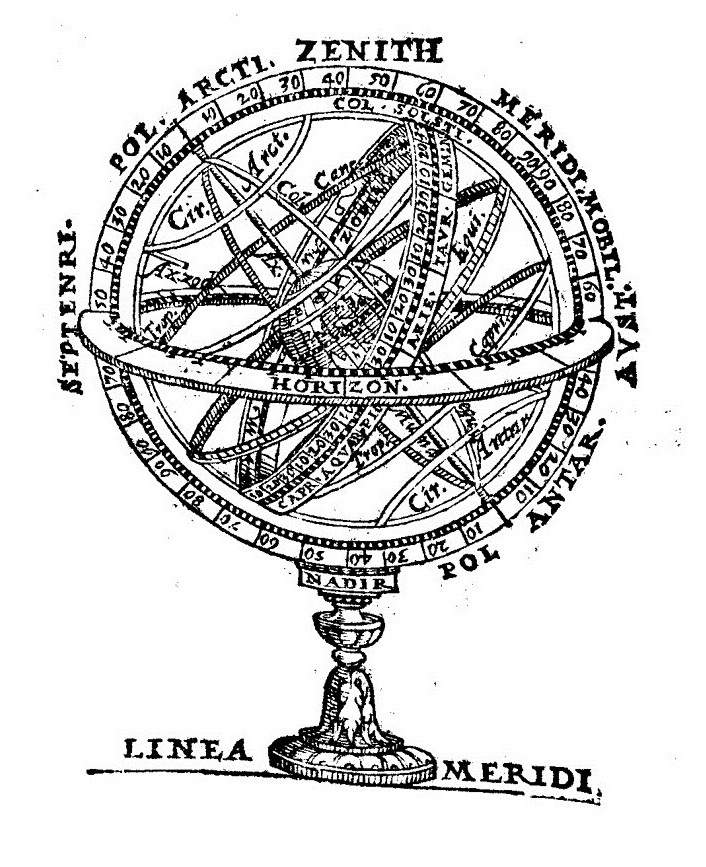
Una ilustración de Praxis sphaerica clarissima (1615)

Giovanni Battista Chiodini o Chiodino (Pollenza, siglo XVI-1652) fue un franciscano y escritor italiano.

## Vida y obra
Originario de Monte Milone (actual Pollenza), fue un fraile menor conventual e inquisidor.
Escribió sobre teoría musical (Arte pratica latina e volgare di far contrapunto, 1610), astronomía y matemáticas (Praxis sphaerica clarissima, 1615), teología, filosofía y literatura, y también compuso poemas en italiano y latín (La nobiltà burghesia romana, 1620).
Su Arte pratica fue traducido al alemán en 1653 por el compositor Johann Andreas Herbst.

## Obras
- Arte pratica latina et volgare di far contrapunto à mente, & à penna (en it,la). Venecia: Ricciardo Amadino. 1610.
- Praxis sphaerica clarissima (en latín). Venecia: Ambrogio & Bartolomeo Dei. 1615.
- Pupilla phylosophiae Aristotelis (en latín). Venecia: Ambrogio Dei. 1617.
- Thalamus rationalis (en latín). Venecia: Pietro Farri. 1620.
- La nobiltà burghesia romana (en it,la). Macerata: Stamperia del Martellini. 1620.